# Сибирская армия
Сиби́рская а́рмия (рус. дореф. Сибирская армія) — вооружённые силы Сибирской республики, созданные в июне 1918 года в Ново-Николаевске (Новосибирске) по распоряжению Временного Сибирского правительства под наименованием «За́падно-Сиби́рская доброво́льческая а́рмия» (рус. дореф. Западно-Сибирская добровольческая армія), с конца июля 1918 года — «Сиби́рская доброво́льческая а́рмия» (рус. дореф. Сибирская добровольческая армія). В июне—декабре 1918 года штаб Сибирской армии одновременно исполнял функции штаба всех белых сил Сибири.

## История создания

### Образование антибольшевистского подполья
Состоявшийся в Томске 6—15 декабря 1917 года Общесибирский Чрезвычайный областной съезд отказался признать советскую власть. Для управления краем был избран Временный Сибирский областной совет во главе с Григорием Потаниным. Большинство членов Совета являлись эсерами. Предполагалось, что Временный Сибирский областной совет передаст свои полномочия Сибирской областной думе, созыв которой намечался на вторую половину января 1918 года. Сибирская областная дума, в свою очередь, должна была сформировать правительство — орган исполнительной власти в Сибири.
В ночь на 26 января 1918 года Томский совет распустил Сибирскую областную думу. Избежавшие ареста члены Думы на конспиративном совещании избрали Временное правительство автономной Сибири во главе с эсером Петром Дербером. Пост военного министра в этом правительстве занял эсер подполковник Аркадий Краковецкий, которому было поручено организовать вооружённую борьбу против советской власти в Сибири.
Приступив к исполнению своих обязанностей, Краковецкий назначил своими уполномоченными на территории Западно-Сибирского военного округа штабс-капитана А. Фризеля, на территории Восточно-Сибирского военного округа — прапорщика Николая Калашникова; оба они являлись членами партии эсеров. Параллельно эсеровским военным организациям, руководимым Краковецким, и независимо от них формировались непартийные офицерские организации, получившие преобладающее значение в общесибирском подполье. В результате эсеры утратили руководящую роль в военных вопросах, а на их место выдвинулись более старшие в чинах беспартийные офицеры: в Западно-Сибирском округе — полковник Алексей Гришин-Алмазов, в Восточно-Сибирском округе — полковник Александр Эллерц-Усов. Для координации подпольной работы к концу мая был создан Центральный штаб, возглавляемый Гришиным-Алмазовым. Резиденция штаба находилась в Ново-Николаевске.

### Ситуация в момент выступления чехословаков
В конце мая 1918 года военно-политическая ситуация на Урале и в Сибири коренным образом поменялась в результате антибольшевистского выступления чехословацкого корпуса. В рядах корпуса, эшелоны которого располагались на Транссибирской железнодорожной магистрали, насчитывалось около 35 тысяч человек. По данным обер-квартирмейстера штаба корпуса подполковника Войтеха Клецанды, Пензенская группа поручика Станислава Чечека насчитывала 8 тысяч штыков, Челябинская группа подполковника Сергея Войцеховского — 8,8 тысяч штыков, Мариинская группа капитана Радолы Гайды — до 4,5 тысяч, и Владивостокская группа генерал-майора Михаила Дитерихса — 14 тысяч.
Под давлением Германии большевики в мае пытаются разоружить и интернировать корпус. Однако чехи отказываются подчиняться приказам большевистских властей. На собрании Чехословацкого национального комитета в Челябинске 20 мая было принято решение, если большевики применят силу — поднять восстание и пробиваться во Владивосток с оружием в руках. Непосредственное руководство чехословацкими частями взяли на себя участвовавшие в совещании поручик Чечек, подполковник Войцеховский и капитан Гайда. 24 мая 1918 года Троцкий издаёт приказ:

«Каждый чехословак, замеченный на железной дороге с оружием, должен быть расстрелян на месте. Каждый эшелон, в котором окажется хотя бы один вооруженный, должен быть выброшен из вагонов и заключен в лагерь для военнопленных»

25 мая красногвардейцы нападают на чехословаков, но терпят поражение. В тот же день чехи при поддержке антибольшевистского подполья захватывают Мариинск. А 26 мая — Челябинск и Ново-Николаевск. Именно в Ново-Николаевске и началось формирование первых регулярных частей будущей Сибирской армии. 28 мая прибывший в Ново-Николаевск полковник Гришин-Алмазов объявил о вступлении в командование войсками Западно-Сибирского военного округа. Согласно его приказу, 12 июня 1918 года штаб Западно-Сибирского военного округа был переименован в штаб Западно-Сибирской отдельной армии.
Ко времени антибольшевистского выступления Чехословацкого корпуса большинство членов Временного правительства автономной Сибири, включая П. Я. Дербера и А. А. Краковецкого, находились на Дальнем Востоке. Соединение сибирской и дальневосточной военных антибольшевистских группировок произошло лишь в сентябре, в силу чего вопрос о власти в Сибири летом 1918 года решился без участия вышеназванных лиц.

### Создание органов власти и управления
Вечером 30 мая 1918 года в Ново-Николаевске состоялось заседание Совета при уполномоченных Временного Сибирского Правительства. Совет постановил учредить Западно-Сибирский комиссариат (ЗСК) с соответствующими отделами по отраслям деятельности. ЗСК являлся временным органом. Предполагалось, что в скором времени его функции, но уже в общесибирском масштабе, примет на себя избранное Сибирской областной думой Временное правительство автономной Сибири. Эсеры, создавшие ЗСК и занявшие в нём ключевые посты, попытались установить свой контроль над армией с помощью политических комиссаров и продвижения на ключевые посты членов своей партии. Но в военной среде они встретили более решительное сопротивление со стороны правых сил, нежели в области гражданской власти и управления. В результате, 14 июня «ввиду вполне определившихся форм по организации и управлению армией» инициированный эсерами институт правительственных комиссаров при воинских частях Западно-Сибирской отдельной армии был упразднён, так и не успев развернуться. По настоянию Гришина-Алмазова, в тот же день ЗСК постановил своим военным отделом считать штаб Западно-Сибирской отдельной армии, а заведующим отделом — командующего войсками армии.

Вектороное изображение одного из знамён Сибирской армии

30 июня 1918 года Западно-Сибирский комиссариат передал свои властные полномочия Временному Сибирскому правительству во главе с Петром Вологодским. А. Н. Гришин-Алмазов указом от 1 июля 1918 года был назначен управляющим военным министерством ВСП с оставлением в должности командующего Западно-Сибирской отдельной армии.
Главным органом военного управления в регионе являлся штаб Западно-Сибирской отдельной армии, 15 июня 1918 года находившийся в Омске. На всех важных постах в штабе и управлениях Сибирской армии находились кадровые офицеры старой русской армии. Более того, ключевые должности начальника штаба и генерал-квартирмейстера занимали офицеры Генерального штаба, то есть лица, имевшие законченное высшее военное образование.
Совмещение Алексеем Гришиным-Алмазовым, а затем Павлом Ивановым-Риновым двух ключевых военных постов — командующего армией и управляющего военным министерством — способствовало тому, что Военное министерство Временного сибирского правительства имело нетрадиционную для этого органа структуру: Гришин-Алмазов отказался от создания разветвлённого аппарата военного министерства, распределив его функции между штабами Сибирской армии и Западно-Сибирского военного округа.

### Восстановление системы военных округов
Деятельность штаба Западно-Сибирского (Омского) военного округа, упразднённого большевиками весной 1918 года в ходе демобилизации старой армии, возобновилась 9 июня 1918 года по приказу командира Степного корпуса полковника Иванова-Ринова. 10 июня он назначил начальником штаба Западно-Сибирского военного округа генерал-майора В. Р. Романова. Полномочия В. Р. Романова, как начальника штаба округа, были подтверждены приказом Гришина-Алмазова от 12 июня 1918 года.
Приказом по военному ведомству Временного сибирского правительства от 22 июля 1918 года было официально объявлено о восстановлении Иркутского и Западно-Сибирского военных округов в тех территориальных пределах, в которых они существовали до большевистского переворота. Одновременно все окружные управления Иркутского военного округа подчинялись соответствующим управлениям Западно-Сибирского военного округа, причём последним были предоставлены права главных управлений. 31 июля главным начальником Западно-Сибирского военного округа был назначен генерал-майор М. К. Менде, Иркутского военного округа — полковник А. В. Эллерц-Усов. Управления Западно-Сибирского военного округа с этого времени стали выполнять функции главных управлений военного министерства. К компетенции штаба округа относилось решение конкретных вопросов, связанных с комплектованием и снабжением Сибирской армии.

### Нетрадиционные органы военного управления

Виньетка добровольного сбора на помощь воинам Сибирской армии (Барнаул, 1918 год)

В процессе военного строительства в Сибири многие вопросы требовали новых, нетрадиционных для старой армии решений. В связи с этим постановлением Временного Сибирского правительства от 31 июля 1918 года были учреждены Сибирское военное совещание и канцелярия Сибирского военного министерства.
Сибирское военное совещание, работавшее под председательством военного министра, занималось обсуждением и решением важнейших законодательных, финансовых, хозяйственных и других вопросов, касавшихся деятельности военного ведомства. Предварительное рассмотрение вышеупомянутых вопросов до внесения их в Сибирское военное совещание осуществлялось в Канцелярии военного министерства, начальником которой с 22 июля 1918 года являлся генерал-лейтенант А. Л. Шульц.

### Взаимодействие с чехословаками
Войска Чехословацкого корпуса, на начальном этапе являвшиеся главной ударной силой в борьбе с советскими войсками, не подчинялись командованию Сибирской армии. Поэтому, прежде всего Гришину-Алмазову необходимо было решить вопрос о координации совместной боевой деятельности русских и чехословацких войск. Такая договорённость была достигнута на Государственном совещании в Челябинске 13 июля 1918 года. С согласия Временного Сибирского правительства все действовавшие на фронте войска Сибирской армии были в оперативном отношении подчинены командиру Чехословацкого корпуса Генштаба генерал-майору В. Н. Шокорову «впредь до назначения главнокомандующего всеми союзными войсками». Общее руководство и координация боевыми операциями стали осуществляться через штаб Чехословацкого корпуса.
Предоставление Шокорову прав главнокомандующего не следует воспринимать как некую узурпацию чехословаками прав руководителей Сибирской армии. И Шокоров, и его начальник штаба генерал М. К. Дитерихс были офицерами российского Генерального штаба. В боевом и служебном отношениях они стояли гораздо выше любого из командиров и начальников Сибирской армии.
Летом 1918 года между руководителями Сибирской армии и Чехословацкого корпуса складывались в целом деловые, доброжелательные отношения. Однако по мере усиления Сибирской армии её командование начало тяготиться своей зависимостью от чехословаков. Особенно остро это стало проявляться с конца августа, когда генерал Шокоров был заменён на посту командира Чехословацкого корпуса чехом генералом Я. Сыровым. Разногласия по вопросам оперативного командования между штабами Сибирской армии и Чехословацкого корпуса явились одной из причин отставки Гришина-Алмазова.

## Состав Сибирской армии
Первоначально в состав Сибирской армии входили несколько добровольческих отрядов, Ново-Николаевский полк, рота, конный отряд и конвойная команда.
13 июня 1918 г. вооруженные образования Сибирской Армии были сведены в 2 корпуса: Степной Сибирский (командир — полковник П. П. Иванов-Ринов, штаб — в Омске) и Средне-Сибирский (командир — подполковник А. Н. Пепеляев, штаб — в Ново-Николаевске).
11 июля 1918 г. в составе Сибирской армии был сформирован Уральский корпус (командир — генерал-лейтенант М. В. Ханжин, штаб — в Челябинске) из пехотных и казачьих частей Миасского и Уральского районов, и Челябинского отряда. После реорганизации 26 августа Сибирская армия состояла из 3-х корпусов: Средне-Сибирский, Степной и Уральский, — по 2-3 дивизии четырёх полкового состава каждый.
| № | Дата            | Бойцы  | Военные орудия | Пулемёты |
| - | --------------- | ------ | -------------- | -------- |
| 1 | 15 июня 1918    | 4 051  | 19             | 17       |
| 2 | 20 июня 1918    | 7 573  | 19             | 30       |
| 3 | 30 июня 1918    | 11 943 | 19             | 108      |
| 4 | 10 июля 1918    | 23 451 | 30             | 145      |
| 5 | 20 июля 1918    | 31 016 | 37             | 175      |
| 6 | 31 июля 1918    | 31 872 | 37             | 175      |
| 8 | 10 августа 1918 | 40 686 | 51             | 184      |
| 9 | 1 сентября 1918 | 60 259 | 70             | 184      |

В 1-й Средне-Сибирский армейский корпус Пепеляева входили: 1-я Томская (четыре Томских полка), 2-я Томская (1-й и 2-й Ново-Николаевские, Барнаульский и Енисейский полки), 3-я Иркутская (Иркутский, Байкальский, Нижнеудинский и Хамардабанский полки) дивизии, Сибирская штурмовая бригада и небольшие казачьи части.

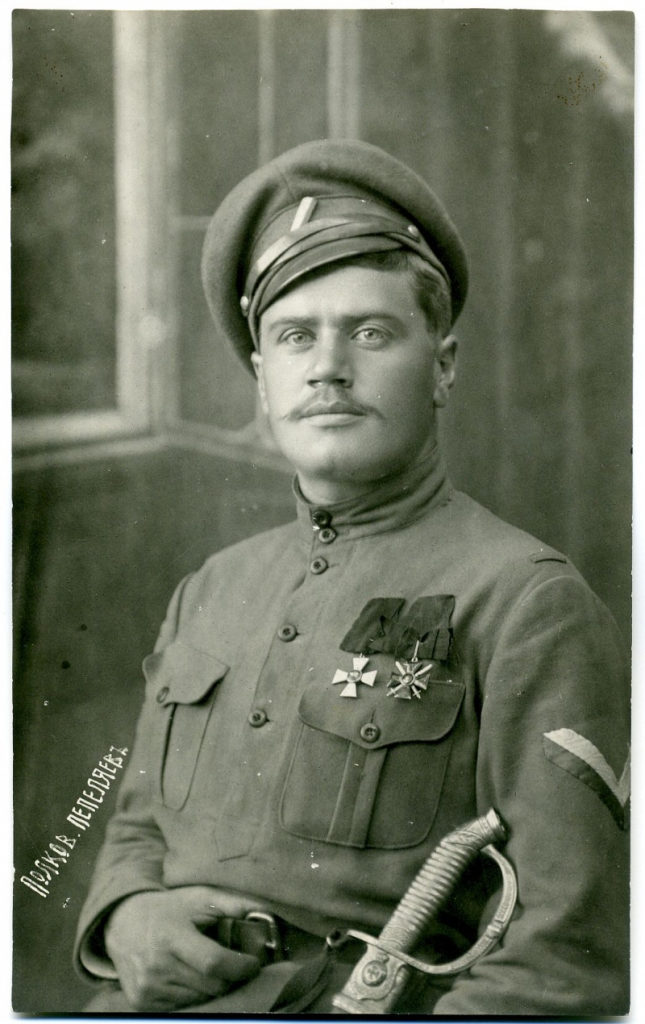
Анатолий Пепеляев в форме Сибирской армии, 1918 г.

Корпус состоял сплошь из добровольцев, в основном — членов подпольных офицерских организаций, и не отличался от полков Добровольческой армии на Юге России (например, бравшие Иркутск части состояли почти сплошь из офицеров, которые вообще в это время составляли подавляющее большинство среди бойцов войск Сибирского правительства). При выходе к Байкалу на передовой в корпусе было не менее 5000 штыков. Убыль регулярно пополнялась за счет новых добровольцев, и к концу лета в нём было 7-8 тыс. штыков, не считая примкнувших к корпусу местных белых партизанских отрядов. Большинство офицеров воевало, естественно, на должности рядовых. Даже в начале сентября в качестве солдат сражалось более 4500 офицеров, то есть половина всех имевшихся. В некоторых частях их было больше, чем солдат. В Средне-Сибирском корпусе Пепеляева на 2 сентября из 5261 штыков было 2929 офицеров:
Степной корпус (преобладающее число казаков) состоял из офицеров примерно на четверть (к 31 июля — 2384 офицеров на 7992 добровольца, в том числе 1314 на 4502 на передовой), причем в ряде полков и во всех батареях офицеров было свыше половины.
В общей сложности к 31 июля в армии было 6970 офицеров и 28229 добровольцев.
В составе стратегического резерва Сибирской Армии состояла стрелковая бригада под командованием генерала Л. М. Адамовича.
10 сентября 1918 года началось формирование Восточно-Сибирского армейского корпуса (командир — полковник А. В. Эллерц-Усов, штаб — в Иркутске) и Приамурского армейского корпуса (командир — полковник Г. М. Семёнов, штаб — в Хабаровске)
В октябре 1918 г. в состав Сибирской армии входили: 1-й Средне-Сибирский корпус; 2-й Степной Сибирский корпус; 3-й Уральский армейский корпус; 4-й Восточно-Сибирский корпус; 5-й Приамурский корпус.

## Комплектование Сибирской армии
Для «комплектования, снабжения и охраны государственного порядка» 10 июля 1918 года вся подвластная Временному сибирскому правительству территория была разделена на корпусные районы (округа). Окончательно система корпусных округов сложилась к осени 1918 года. К началу октября в район 1-го Средне-Сибирского армейского корпуса входили Томская и Алтайская губернии, исключая казачьи земли последней; 2-го Степного Сибирского армейского корпуса — Тобольская губерния, Акмолинская и Семипалатинская области, казачьи земли Алтайской губернии; 3-го Уральского армейского корпуса — освобождённые от большевиков территории Пермской губернии, Златоустовский уезд Уфимской губернии, Челябинский, Троицкий и Верхне-Уральский уезды Оренбургской губернии и Кустанайский уезд Тургайской области; 4-го Восточно-Сибирского армейского корпуса — Енисейская и Иркутская губернии, Якутская и Забайкальская области, исключая казачьи земли последней; 5-го Приамурского армейского корпуса — Амурская, Приморская и Камчатская области, казачьи земли Забайкальской области.

### Мобилизация офицеров и набор добровольцев

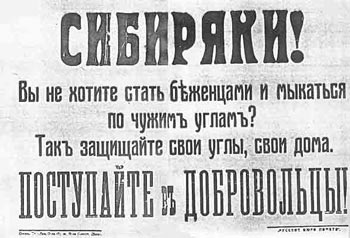
Обращение к добровольцам. 1918—1919 гг.

Первоначально Сибирская армия комплектовалась за счёт добровольцев, а также офицеров и казаков, подлежавших обязательной мобилизации.
1 июня 1918 года уполномоченные Временного сибирского правительства в Западной Сибири М. Я. Линдберг, П. Я. Михайлов, Б. Д. Марков, В. О. Сидоров и командующий войсками Томского района капитан Л. Д. Василенко подписали приказ о мобилизации по Западной Сибири. Всем офицерам и военным чиновникам, как состоявшим на действительной службе, так и находившимся в запасе, предлагалось немедленно явиться в управления воинских начальников для зачисления в ряды Сибирской армии. Остальные категории граждан, в том числе отставные офицеры и военные врачи, приглашались вступить в ряды армии на правах добровольцев. Мобилизация объявлялась на территории, ограниченной на западе линией Екатеринбург—Челябинск, на востоке — течением реки Енисей. «Обязательная мобилизация только офицеров, — говорилось в приказе, — производится в тех соображениях, чтобы обеспечить Сибирскую армию достаточным количеством военных специалистов».
Одновременно с приказом о мобилизации офицеров 1 июня 1918 года вышли в свет «Временные условия формирования сибирских добровольческих полков в Западно-Сибирском военном округе», подписанные уполномоченным Временного сибирского правительства М. Я. Линдбергом, заведующим военным отделом Западно-Сибирского комиссариата Н. В. Фоминым и командующим войсками округа полковником А. Н. Гришиным-Алмазовым. В Сибирскую добровольческую армию принимались все граждане не моложе 18 лет, «незапятнанные нравственно и изъявившие искреннюю готовность преданно служить идее народовластия, осуществляемой Временным Сибирским правительством». Срок службы устанавливался в 6 месяцев.
Все офицеры, не занимавшие командных должностей, зачислялись в резерв чинов с несением обязанностей рядового бойца. Жалованье военнослужащего зависело не от чинов, а от занимаемых должностей, и устанавливалось в таких размерах: рядовому бойцу — 60 руб., отделенному — 75 руб., взводному — 90 руб., фельдфебелю — 120 руб., ротному командиру — 400 руб. в месяц. Жалованье младшим офицерам и офицерам резерва полагалось 300 руб. в месяц. Кроме того, всем военнослужащим должно было выдаваться обмундирование и содержание: семейным — казённая квартира или квартирные деньги, семьям — ежемесячное пособие в 100 рублей.
В течение лета 1918 года боевой состав Сибирской армии неуклонно возрастал, достигнув к началу сентября 60 259 бойцов, в том числе 23 147 пехотинцев, 14 888 кавалеристов и 22 224 невооружённых добровольцев.

### Введение призыва
Гришин-Алмазов сознавал, что в малонаселённой Сибири добровольчество как источник комплектования армии скоро иссякнет. Однако приступить к обязательному призыву он считал возможным только тогда, когда будут хоть сколько-нибудь подготовлены казармы, обмундирование, снаряжение, унтер-офицерский состав, подробный план набора и распределения контингента. По его приказанию 13 июля 1918 года была образована комиссия для детальной разработки вопросов призыва, а 31 июля вышел в свет указ Временного Сибирского правительства о призыве в Сибирскую армию лиц, родившихся в 1898—1899 годах. Призыву подлежало всё коренное русское население и переселенцы, прибывшие в Сибирь до 1 января 1915 года. Сибирь как территория призыва включала в себя полностью Западно-Сибирский и Иркутский военные округа с прибавлением к ним на западе Челябинского, Златоустовского и Троицкого уездов, а на востоке временно, до восстановления Приамурского военного округа, той его части, которая будет занята войсками Временного сибирского правительства. Согласно справке, подписанной 6 сентября 1918 года врид генерал-квартирмейстера штаба Сибирской армии подполковником Васильевым, призыв новобранцев должен был на территории Урала, Сибири и Дальнего Востока максимально дать около 231 тысячи новобранцев.
Первым днём призыва было назначено 25 августа 1918 года. В каждом уезде призыв осуществлялся уездными воинскими начальниками или начальниками местных команд при посредстве городской и уездной милиции. Для медицинского освидетельствования новобранцев создавались специальные комиссии в составе уездного воинского начальника (начальника местной команды) или его заместителя, двух врачей и по одному представителю от уездного комиссариата, городского и земского самоуправлений. Новобранцы, признанные годными к воинской службе, направлялись в войска. Те же, кто признавался негодными, освобождались от службы в армии, получая соответствующие свидетельства.
В целом призыв новобранцев прошёл успешно. Согласно докладной записке, составленной старшим адъютантом мобилизационного отделения штаба Западно-Сибирского военного округа капитаном А. М. Выхлянцевым, к 25 сентября 1918 года в Западно-Сибирском военном округе было поставлено в строй 116 590 молодых солдат, в Иркутском военном округе — 22 239, в девяти уездах Казанского военного округа — 33 763, а всего 172 592 новобранца. К 29 сентября общая численность принятых в войска новобранцев составила 175 тысяч человек. На Дальнем Востоке призыв не проводился, будучи отложенным до весны 1919 года.
Молодые солдаты поступили на укомплектование запасных (кадровых) полков. На 28 действующих стрелковых полков Сибирской армии (входивших в состав 1-й, 2-й, 3-й, 4-й, 5-й, 6-й и 7-й дивизий) при корпусах были сформированы 28 стрелковых запасных полков. В этих частях новобранцам предстояло пройти первоначальное военное обучение, после чего они должны были пополнить действующие полки Сибирской армии.
К 1 октября в Сибирской армии числилось 10 754 офицеров и 173 843 солдат, всего — 184 597 военнослужащих. В среднем на одного офицера приходилось около 17 нижних чинов. Для сравнения, в старой Русской армии к 1917 году это соотношение было примерно 1:40. Таким образом, Сибирская армия не испытывала недостатка в командных кадрах. В рядах Сибирской армии состояло не менее пятидесяти генералов старой армии. Большинство из них находилось на нестроевых должностях.

## Структура Сибирской армии во времена Директории и Колчака
Открывшееся 8 сентября в Уфе Государственное совещание завершилось 23 сентября созданием Директории (Временного Всероссийского Правительства) во главе с эсером Николай Авксентьевым. Член Директории Генштаба генерал-лейтенант Василий Болдырев принял на себя функции, с июля до сентября исполнявшиеся генералами Шокоровым и Сыровым. Кроме русских вооружённых формирований, ему также стали подчиняться войска Чехословацкого корпуса.
В начале октября 1918 года генерал Болдырев осуществил реорганизацию командования вооружёнными силами Востока России, распределив все подчинённые ему войска на три фронта: Западный, Юго-Западный и Сибирский. В состав Западного фронта вошли все русские и чехословацкие войска, действовавшие против советских войск Восточного фронта севернее линии Николаевск — Бузулук — Стерлитамак — Верхне-Уральск — Кустанай — Павлодар. Главнокомандующим Западным фронтом был назначен командир Чехословацкого корпуса генерал-майор Ян Сыровый, начальником штаба фронта — генерал М. К. Дитерихс. Уральские и Оренбургские казачьи войска, а также регулярные части, действовавшие к югу от указанной линии на Саратовском и Ташкентском направлениях, образовали Юго-Западный фронт во главе с атаманом Оренбургского казачьего войска генерал-лейтенантом Александром Дутовым. Все антибольшевистские войска, действовавшие на территории Сибири, вошли в состав Сибирского фронта, главнокомандующим которого был назначен командующий Сибирской армией генерал-майор Павел Иванов-Ринов.
Ввиду преобразования военного министерства Временного сибирского правительства в военное и морское министерство Временного всероссийского правительства, 2 ноября 1918 года П. П. Иванов-Ринов был освобождён от должности его управляющего, но сохранил пост командующего Сибирской армией.
После прихода к власти адмирала Александра Колчака, ставшего Верховным главнокомандующим Русской армии, генерал Болдырев оказался не у дел и покинул пределы России. Адмирал Колчак завершил начатую генералом Болдыревым работу по реорганизации управления антибольшевистскими вооружёнными силами Востока России. 18 декабря 1918 года он приказал упразднить корпусные районы Сибирской армии и образовать вместо них военные округа: Западно-Сибирский со штабом в Омске, в район которого включались Тобольская, Томская и Алтайская губернии, Акмолинская и Семипалатинская области; Средне-Сибирский со штабом в Иркутске — Енисейская и Иркутская губернии, Якутская область; Дальневосточный со штабом в Хабаровске — Амурская, Приморская и Забайкальская области, северная часть острова Сахалин (16 января 1919 года названия военных округов были заменены соответственно на Омский, Иркутский и Приамурский). Этим же приказом Колчак утвердил образованный по постановлению войскового круга Оренбургского казачьего войска Оренбургский военный округ со штабом в Оренбурге — Оренбургская губерния без Челябинского уезда и Тургайского область.
После учреждения в декабре 1918 г. Ставки Верховного Главнокомандующего — Колчака, Сибирская армия была расформирована.

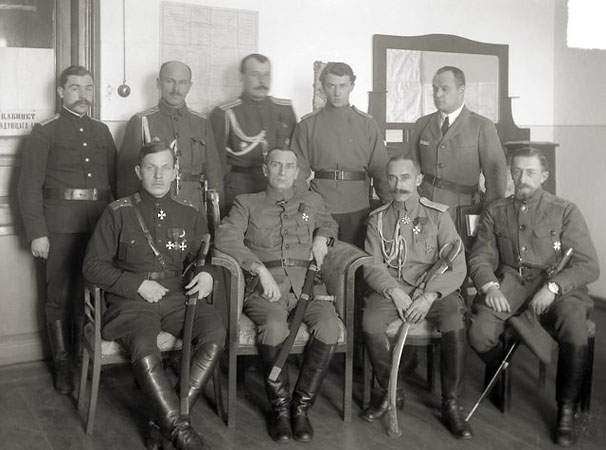
Сотрудники военного штаба Сибирской армии (сидят слева направо Радола Гайда, Александр Колчак, Борис Богословский)

24 декабря 1918 года приказом Верховного правителя из Екатеринбургской группы войск (в составе 1-го Средне-Сибирского корпуса, 3-го Степного Сибирского корпуса, Воткинской дивизии и Красноуфимской бригады) была образована новая Сибирская армия, временное командование которой было поручено генералу Радоле Гайде. Для формирования штаба армии предлагалось использовать штаб прежней Сибирской армии, которому в кратчайший срок следовало перебазироваться из Омска в Екатеринбург. Врид начальника штаба Сибирской армии был назначен начальник штаба Екатеринбургской группы генерал Борис Богословский.
Из частей Самарской и Камской группы войск, 3-го и 6-го Уральских корпусов образовывается Западная армия во главе с командиром 3-го Уральского корпуса генералом Михаилом Ханжиным; врид начальника штаба армии назначается начальник штаба Самарской группы генерал Сергей Щепихин. На базе войск Юго-Западного фронта была образована Оренбургская отдельная армия под командованием генерала Александра Дутова. «Наследником» Сибирского фронта стал 2-й Степной Сибирский отдельный корпус генерала Владимира Бржезовского, действовавший на Семиреченском направлении.

## Боевые действия

### 1918 год
Выступление чехов послужило сигналом для антибольшевистского сибирского подполья к началу восстания по свержению власти большевиков и в течение первой половины июня почти вся территория Сибири и Урала от Челябинска до Иркутска оказалась в руках восставших. Из отрядов повстанцев образуется в начале июня Западно-Сибирская армия (с июля Сибирская армия), которая развивает наступление в трёх направлениях: северо-западное (Тюмень—Екатеринбург) ком. полк. Вержбицкий и ген. Войцеховский; восточное (Иркутск—Чита) ком. подполк. Пепеляев; и южное (Сергиополь-Верный) ком. полк. Ярушин.
Войска Вержбицкого и Войцеховского 21 июля взяли Тюмень, 25 июля — Екатеринбург и отбросили красных за Урал. Пепеляев 11 июля взял Иркутск и в августе у Читы соединился с войсками атамана Семёнова. Войска Ярушина захватили 21 июля Сергиополь и очистив от большевиков к концу августа всё северное Семиречье, вышли к Верному.
В сентябре-октябре на фронте Сибирской армии шли позиционные бои, сибирцы медленно теснили красных к Перми. 29 ноября 1918 г. Екатеринбургская группа Сибирской армии (35 тыс. штыков и сабель) перешла в решительное наступление, полностью разгромив противостоящую ей 3-ю армию красных (28,5 тыс. штыков и сабель), взяла Кунгур (21 декабря) и Пермь (24 декабря), где захватила огромные трофеи.

### 1919 год
В январе — феврале 1919 г. реорганизованная Сибирская армия отразила контрнаступление советских войск, пытавшихся вернуть Пермь.
По плану на весеннюю кампанию наштаверха Дмитрия Лебедева, Сибирская армия должна была наступать на Вятку и Казань.
4 марта 1919 г., Сибирская армия (48,5 тысяч штыков и сабель, 75 орудий, 450 пулемётов) перешла в наступление против 2-й и 3-й красных армий (52 тысячи штыков и сабель, 148 орудий, 980 пулемётов). Сибирцы, нанеся тяжёлое поражение красным войскам, прорвали фронт и, захватив в марте месяце Оханск и Осу, в апреле — Сарапул, Воткинск и Ижевск, вышли на подступы к Казани.
Однако в мае 1919 г. Сибирская армия вынуждена была прекратить наступление и начать отход ввиду угрозы её левому флангу с юга, из-за отступления Западной армии. В июне 1919 г. правофланговые части Сибирской армии захватили Глазов, но вскоре сибирцы из-за продолжающегося отступления Западной армии были вынуждены начать поспешный отход по всему фронту и в июле того же года отошли в Зауралье.
22 июля 1919 г. Сибирская армия была разделена на 1-ю (на Тюменском направлении) и 2-ю (на Курганском направлении) Сибирские армии, которые вместе с 3-й армией (бывшая Западная отдельная армия) составили Восточный фронт под командованием Дитерихса.
1-я и 2-я Сибирские армии успешно участвовали в Тобольской наступательной операции (август — октябрь 1919 г.).
После крушения в октябре-ноябре 1919 Восточного фронта белых остатки войск Сибирских Армий отошли в Забайкалье, где продолжили борьбу против большевиков до ноября 1920 г.

## Командование
| № | Имя                       | Фото | Начало полномочий | Конец полномочий |
| - | ------------------------- | ---- | ----------------- | ---------------- |
| 1 | Алексей Гришин-Алмазов    |      | июнь 1918         | сентябрь 1918    |
| 2 | Павел Иванов-Ринов        |      | сентябрь 1918     | декабрь 1918     |
| — | Борис Богословский (врид) |      | декабрь 1918      | январь 1919      |
| 3 | Радола Гайда              |      | январь 1919       | июль 1919        |
| 4 | Михаил Дитерихс           |      | июль 1919         | ноябрь 1919      |

| № | Имя                 | Фото | Начало полномочий | Конец полномочий |
| - | ------------------- | ---- | ----------------- | ---------------- |
| 1 | Аркадий Краковецкий |      | 26 января 1918    | июль 1918        |